# MC Poze
 (mai 2024).
La mise en forme du texte ne suit pas les recommandations de Wikipédia : il faut le « wikifier ».
Les points d'amélioration suivants sont les cas les plus fréquents. Le détail des points à revoir est peut-être précisé sur la page de discussion.
- Les titres sont pré-formatés par le logiciel. Ils ne sont ni en capitales, ni en gras.
- Le texte ne doit pas être écrit en capitales (les noms de famille non plus), ni en gras, ni en italique, ni en « petit »…
- Le gras n'est utilisé que pour surligner le titre de l'article dans l'introduction, une seule fois.
- L'italique est rarement utilisé : mots en langue étrangère, titres d'œuvres, noms de bateaux, etc.
- Les citations ne sont pas en italique mais en corps de texte normal. Elles sont entourées par des guillemets français : « et ».
- Les listes à puces sont à éviter, des paragraphes rédigés étant largement préférés. Les tableaux sont à réserver à la présentation de données structurées (résultats, etc.).
- Les appels de note de bas de page (petits chiffres en exposant, introduits par l'outil «  Source ») sont à placer entre la fin de phrase et le point final[comme ça].
- Les liens internes (vers d'autres articles de Wikipédia) sont à choisir avec parcimonie. Créez des liens vers des articles approfondissant le sujet. Les termes génériques sans rapport avec le sujet sont à éviter, ainsi que les répétitions de liens vers un même terme.
- Les liens externes sont à placer uniquement dans une section « Liens externes », à la fin de l'article. Ces liens sont à choisir avec parcimonie suivant les règles définies. Si un lien sert de source à l'article, son insertion dans le texte est à faire par les notes de bas de page.
- La présentation des références doit suivre les conventions bibliographiques. Il est recommandé d'utiliser les modèles {{Ouvrage}}, {{Chapitre}}, {{Article}}, {{Lien web}} et/ou {{Bibliographie}}. Le mode d'édition visuel peut mettre en forme automatiquement les références.
- Insérer une infobox (cadre d'informations à droite) n'est pas obligatoire pour parachever la mise en page.

Pour une aide détaillée, merci de consulter Aide:Wikification.
Si vous pensez que ces points ont été résolus, vous pouvez retirer ce bandeau et améliorer la mise en forme d'un autre article.
Marlon Brandon Coelho Couto Silva, dit « MC Poze do Rodo », est un chanteur de funk carioca, né le 5 février 1999 à Rio de Janeiro, Brésil.

## Biographie

### Début

Mc Poze

MC Poze est né dans la "Favela do Rodo", un bidonville brésilien, à Santa Cruz, en Rio de Janeiro, ayant été nommé d'après l'acteur américain Marlon Brando. Il a été impliqué dans des activités criminelles alors qu'il était adolescent et a été arrêté pour trafic et association criminelle avec le trafic de drogue,. En septembre 2019, le MC a été arrêté pour apologie du crime, corruption de mineurs et trafic de drogue lors d'un show à Sorriso, Mato Grosso.
Lorsque sa chanson "Os Coringas do Flamengo" a atteint environ 8 millions de vues sur YouTube, elle est devenue le thème des fêtes célébrant les victoires de l'équipe de Rio au Copa Libertadores et au Campeonato Brasileiro. Grâce à son succès, Poze a été adopté aussi bien par les fans que par les joueurs,.

## Carrière

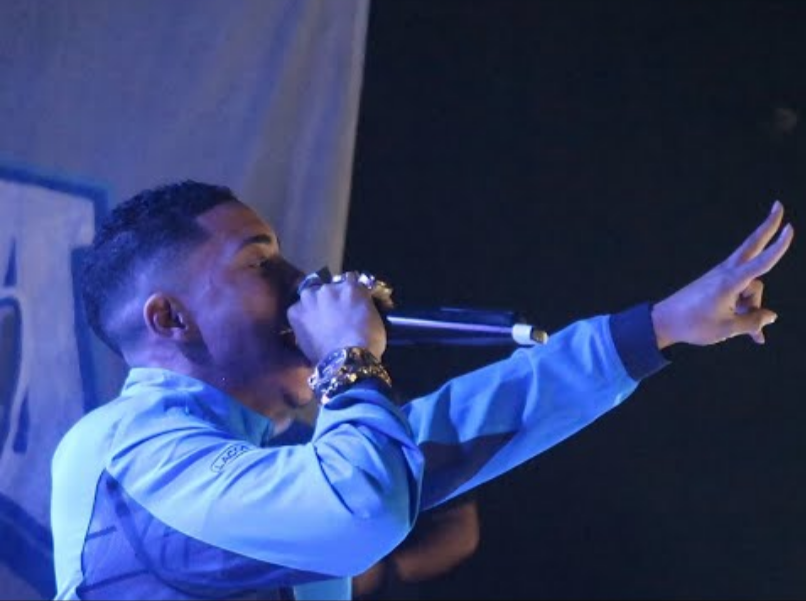
MC Poze lors d'un show en 2022.

MC Poze gagnait plus de 36.000 € par mois, à la mi-2021. En 2022, il sort "O Sábio", sa première pièce prolongée. Actuellement, il a six singles sortis entre 2019 et 2021.
Il s'est fait connaître grâce à la chanson "Tô Voando Alto", sorti en 2019. Depuis, il a effectué une tournée en Europe et s'est produit dans cinq shows au Portugal, en Angleterre et en Espagne, ainsi qu'une présentation en Belgique.
Son rayonnement international s'est nettement accru en 2023 grâce au lancement d'une série de shows à l'étranger. En novembre 2023, MC Poze a donné des concerts dans divers lieux, notamment à Pompano Beach en Floride et à Newark dans le New Jersey.

### Style de musique
MC Poze est connu pour ses paroles controversées, caractéristiques du sous-type du funk connu sous le nom de « proibidão ». L'implication dans des processus liés à sa participation à des organisations liées au trafic de drogue est une situation présente dans l'histoire du chanteur. Souvent, le fait que ses paroles contiennent des exaltations claires du modus operandi des factions criminelles est souligné comme problématique. La réponse de l'artiste consiste généralement à se présenter comme un porte-parole de la réalité des favelas de Rio de Janeiro, les bidonvilles brésiliens, qu'il représente à travers sa musique.

## Controverses

### Trafic de drogue et ostentation
Dans une déclaration à la police, MC Poze a confirmé avoir été un trafiquant de drogue entre 2015 et 2016, dans la "Favela do Rodo". Il aurait travaillé comme "vapor" dans le trafic de drogue, dont la fonction est de vendre la drogue directement aux consommateurs, mais Il a déclaré à la police qu'il avait cessé toute activité liée au trafic lorsque la "milícia" avaient envahi le lieu.
Sur l'Internet brésilien circulent des photos et des vidéos dans lesquelles MC Poze do Rodo apparaît arborant des fusils, des pistolets et même une grenade. Le chanteur affirme cependant que les images sont de l’époque où il était encore un trafiquant,.

## Vie privée
Actuellement, MC Poze vit dans un manoir situé à Recreio dos Bandeirantes, dans Rio de Janeiro. Poze est père de 5 enfants : Júlia (2019), Miguel (2020), Laura (2022), Jade (2023), et Manuela (2023),. En janvier 2024, le chanteur déclare que son 6ème enfant est mort dans le ventre de sa mère, dont l'identité n'a pas été révélée. Le MC a entretenu une relation avec l'influenceuse Viviane Noronha jusqu'en 2021, avec qui il a eu trois enfants.

## Discographie

### Albums
- O Sábio (2022)[6]

### Simples
- "Me Sinto Abençoado" (feat. Filipe Ret): 2021
- "A Cara do Crime (Nós Incomoda)": 2021
- "Vida Louca" (2021)
- "Vida de Chefe" (2019)
- "Ta Fluindo" (2019)
- "Tô Voando Alto" (2019)